# Strč prst skrz krk

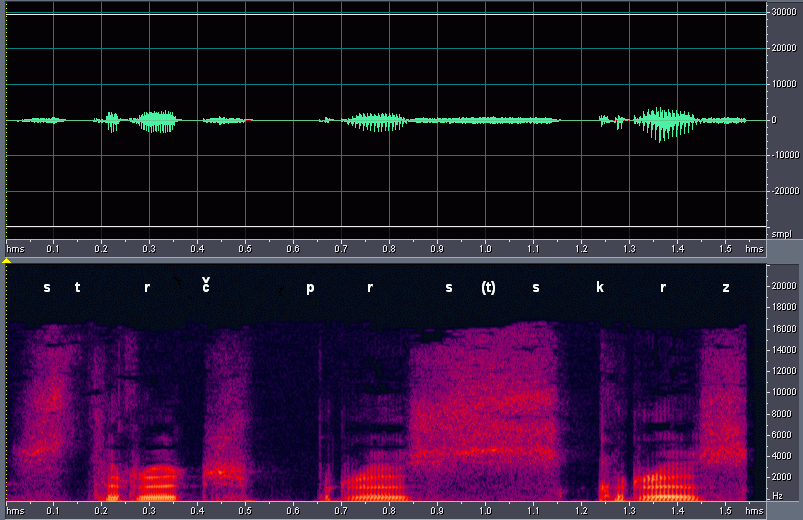
Forma d'ona i espectrograma de l'oració txeca.

Strč prst skrz krk és una famosa frase del txec. És un embarbussament que significa, ''fica't el dit a la gola'', literalment: Introdueix el dit a través de la gola.
Es caracteritza per la seva absència total de vocals. Una pronunciació és: [ˈstr̩ʧ ˈpr̩st ˈskr̩s ˈkr̩k] Es pot pronunciar emprant consonants sil·làbiques.
A la República Txeca, és possible comprar samarretes amb aquesta frase.
És a més el subtítol del diari suís (en francès) La Distinction.